# 日下秀昭
日下 秀昭（くさか ひであき、1957年9月6日 - ）は、日本の俳優、スーツアクター。神奈川県出身。元ジャパンアクションエンタープライズに所属。主に特撮作品のスーツアクターとして活躍している。

## 人物・略歴
特技は野球・ラグビー・バレー。
184cmの長身を活かし、主に大柄なキャラクターのスーツアクターを務める。活動初期は東京宝映テレビに所属し、主に京都で時代劇中心に活躍していた。
スーツアクターとしては1980年の『電子戦隊デンジマン』の巨大ロボ・ダイデンジン役でデビュー。以降、スーパー戦隊シリーズのロボット役（いわゆる戦隊ロボ）の多くを演じている。スーパー戦隊シリーズへは、『デンジマン』以降『超力戦隊オーレンジャー』『激走戦隊カーレンジャー』『星獣戦隊ギンガマン』以外の作品にはすべて出演している。『太陽戦隊サンバルカン』以降はロボットと並行して敵幹部・怪人役を多く担当しており、『忍者戦隊カクレンジャー』のニンジャマン以降は戦隊側のキャラクターやヒーローを演じることも多くなった。
また、『鳥人戦隊ジェットマン』のグレイのように自らがスーツアクターとして演じたキャラクターの声を担当したこともあるほか、『超獣戦隊ライブマン』のガードノイド・ガッシュのように声のみを担当したこともある。そして、素面の俳優としても、『地球戦隊ファイブマン』の宇宙の暴れウルフ・グンサーをはじめ多々出演している。『恐竜戦隊ジュウレンジャー』で演じたトットパットは、日下自身が顔出しで演じていたが、声は篠田薫による吹き替えとなっていた。
ヒーロー役はメタルヒーローシリーズ『重甲ビーファイター』のブルービート役が初めてであった。『電磁戦隊メガレンジャー』のメガシルバー役以降はスーパー戦隊シリーズでもヒーロー役を演じるようになった。
1997年に竹田道弘からの誘いを受け、ジャパンアクションクラブへ移籍した。
『烈車戦隊トッキュウジャー』では、グリッタ嬢役で初めて女性キャラクターを演じた。グリッタ嬢の声を担当した日髙のり子や共演したスーツアクターの岡元次郎や清家利一らは日下の演技を評価している。日下自身は難しかったとしながらも、芝居の面白さを再確認できたことを述べている。
2018年の『快盗戦隊ルパンレンジャーVS警察戦隊パトレンジャー』の撮影期間中、プライベートでぎっくり腰を患ったことから同作品をもって巨大ロボのスーツアクターを勇退し、今後は後進の育成と俳優業に専念する。

## エピソード
『電子戦隊デンジマン』へは、東映プロデューサーの吉川進がロボット役を長身の俳優で固定したいと考え、吉川と親交があり東京宝映でマネージメントも担当していた俳優の杉義一を介して起用された。当時の日下はアクションの経験がなく、撮影前にJACでトレーニングを行っていたが、ロボット役は体力勝負だとして2、3カ月の間は走り込みをさせられていた。ほとんど動けない着ぐるみを着ての演技があまりにもハードだったため、第1・2話の撮影が終わった時に事務所に「辞めたい」と言ったが、それが現場に伝わっていなかったらしく、何事もなかったかのように次の撮影に呼ばれ、そのまま出演し続けることになったという。その後の撮影も苦労の連続で、番組終了とともに辞めることを望んでいたが、吉川から次作『太陽戦隊サンバルカン』ではロボット役を続投するほか悪の首領役も打診され、演技志望であった日下はこれを引き受けたという。
1980年代はビデオがあまり普及していなかったため、自身の演技が確認できるのは撮影から2、3カ月後に番組が放送されてからとなり、そのときになって現場での指示が理解できたという。日下は、自身で演技の方向性が見えるようになったのは10年目の『高速戦隊ターボレンジャー』になってからであったと述べている。
『地球戦隊ファイブマン』のグンサー役は、日下自ら東映プロデューサーの鈴木武幸に素面での出演を要望して実現したものであった。

## 出演

### テレビドラマ
- ド素人刑事（1996年）
- シャドウ商会変奇郎（1996年）
- ナインティナインだ!!新番組をやらせろスペシャル（2000年）
- 西遊記（2006年）奴隷商人
- 白い春（2009年）阿部寛吹き替え
- 日曜もアメトーーク! 「スーパー戦隊芸人」（2017年）

### 特撮テレビドラマ
特に表記のないものはスーツアクターとしての出演。
- スーパー戦隊シリーズ
  - 電子戦隊デンジマン（1980年 - 1981年）ダイデンジン[12][1][2][7][11][13]
  - 太陽戦隊サンバルカン（1981年 - 1982年）サンバルカンロボ[12][2][7][11][13]、ヘルサターン総統[12][2][7][11][13]
  - 大戦隊ゴーグルファイブ（1982年 - 1983年）ゴーグルロボ[14][2]
  - 科学戦隊ダイナマン（1983年 - 1984年）ダイナロボ[15]、帝王アトン[15][2][7]、花婿[注釈 2]（第13話）[16]
  - 超電子バイオマン（1984年 - 1985年）バイオロボ[17][2][7][13]、サイゴーン[18][2]
  - 電撃戦隊チェンジマン（1985年 - 1986年）ギョダーイ[1][2]、ブーバ（代役）[13]
  - 超新星フラッシュマン（1986年 - 1987年）フラッシュキング[2][7]、大帝ラー・デウス[2][7]
  - 光戦隊マスクマン（1987年 - 1988年）地帝王ゼーバ[2]
  - 超獣戦隊ライブマン（1988年 - 1989年）ガッシュの声[2]、スーパーライブロボ[11]
  - 高速戦隊ターボレンジャー（1989年 - 1990年）ターボロボ[9][7]、スーパーターボロボ[11]、暴魔大帝ラゴーン[9][2]
  - 地球戦隊ファイブマン（1990年 - 1991年）ファイブロボ[19]、スターファイブ[2]、スーパーファイブロボ[2]、宇宙の暴れウルフ・グンサー[注釈 2][19][2][7][11][13]
  - 鳥人戦隊ジェットマン（1991年 - 1992年）グレイ[注釈 3]
  - 恐竜戦隊ジュウレンジャー（1992年 - 1993年）トットパット[注釈 2][2][7][11]、ドーラコカトリス人間態[注釈 2]
  - 五星戦隊ダイレンジャー（1993年 - 1994年）鍵道化師[注釈 2][2][21][22]、ゴーマ四天王・南方天[注釈 2][23]、龍星王[24]、大連王[25][26]、ウォンタイガー[27]、牙大王[28]
  - 忍者戦隊カクレンジャー（1994年 - 1995年）ニンジャマン[29][2][7][11][13]、妖怪大魔王[30]
  - 電磁戦隊メガレンジャー（1997年 - 1998年）メガシルバー[31][2][7][11][13]
  - 救急戦隊ゴーゴーファイブ（1999年 - 2000年）ゴーブルー[32][2][7][13]、刑事[注釈 2]（第12話）
  - 未来戦隊タイムレンジャー（2000年 - 2001年）タイムイエロー[33][2][7][13]、店長[注釈 2]（第27話）
  - 百獣戦隊ガオレンジャー（2001年 - 2002年）ガオブラック[34][2][7]、ガオキング[7]、牧場の主人[注釈 2]（第51話）
  - 忍風戦隊ハリケンジャー（2002年 - 2003年）カブトライジャー[35][2][7][13]、旋風神[36]、空忍科師範[注釈 2]（第1話、27話）
  - 爆竜戦隊アバレンジャー（2003年 - 2004年）アバレブラック[9][1][2][7]、ザクロバキューム[37]、アバレンオー[9]、バーミア兵[38]
  - 特捜戦隊デカレンジャー（2004年 - 2005年）ドギー・クルーガー[39][2][13] / デカマスター[40][13]、デカレンジャーロボ[2]、ライディングデカレンジャーロボ[13]、ザムザ星人シェイク[注釈 4]、ジェニオ[42]
  - 魔法戦隊マジレンジャー（2005年 - 2006年）ウルザード[43][2][13]、ウルザードファイヤー[44]、ウルケンタウロス（上半身）[45]、ブレイジェル[44]、冥府神スレイプニル[46]、冥府神サイクロプス[47]
  - 轟轟戦隊ボウケンジャー（2006年 - 2007年）ボウケンシルバー[48][13]、創造王リュウオーン[49]、闇のヤイバ[50]
  - 獣拳戦隊ゲキレンジャー（2007年 - 2008年）ゴリー・イェン[51]
  - 炎神戦隊ゴーオンジャー（2008年 - 2009年）害気大臣キタネイダス[52]、ニュースキャスター[注釈 2]（第11話）、アンテナバンキの声
  - 侍戦隊シンケンジャー（2009年 - 2010年）血祭ドウコク[19][2][13]、シンケンオー[19][2][13]、サムライハオー[19][11]、面接官[注釈 2]（第29話）
  - 天装戦隊ゴセイジャー（2010年 - 2011年）ゴセイグレート[53]、ハイパーゴセイグレート[11][13]、グランドゴセイグレート[2]、惑星のモンス・ドレイク[54]
  - 海賊戦隊ゴーカイジャー（2011年 - 2012年）アカレッド[55]、ダマラス[56][1]、ゴーカイオー[56][1]、ドギー・クルーガー[57] / デカマスター[58]、ニンジャマン[59]、ジュジュの声
  - 特命戦隊ゴーバスターズ（2012年 - 2013年）ゴーバスターオー[56]、ゴーバスターキング[60] 他
  - 獣電戦隊キョウリュウジャー（2013年 - 2014年）キョウリュウジン[8]、百面神官カオス[61][2]
  - 烈車戦隊トッキュウジャー（2014年 - 2015年）トッキュウオー[3]、グリッタ嬢[62][3][2][13]
  - 手裏剣戦隊ニンニンジャー（2015年 - 2016年）シュリケンジン[63][5]、牙鬼幻月[64][5], 西洋妖怪フランケン (24)[65][5]、役員[注釈 2]（第34話）[5]
  - 動物戦隊ジュウオウジャー（2016年 - 2017年）ジュウオウキング[66]、ラリー[67][68][7]、シン・ジニス[69][70]
  - 宇宙戦隊キュウレンジャー（2017年 - 2018年）ショウ・ロンポー[71][7][11][4][13] / リュウバイオレット[72] / リュウコマンダー[73][7][11][4]、キュウレンオー[7][11][13]
  - 快盗戦隊ルパンレンジャーVS警察戦隊パトレンジャー（2018年 - 2019年）ルパンカイザー / パトカイザー[56]
- メタルヒーローシリーズ
  - 宇宙刑事シャリバン（1983年 - 1984年）
  - 重甲ビーファイター（1995年 - 1996年）ブルービート（アップ用スーツ）[2][7][11][13]、ガオーム[74][2]
  - ビーファイターカブト（1996年 - 1997年）ビーファイターカブト（アップ用スーツ）[2][11][13]、大甲神カブテリオス[2][11]
  - ビーロボカブタック（1997年 - 1998年）カブタック（スーパーモード）[75][2][11][13]、ドデカブタック[11]
  - テツワン探偵ロボタック（1998年 - 1999年）ロボタック（スペシャルモード）[76][2]
- 燃えろ!!ロボコン（1999年 - 2000年）ガンツ先生
- 仮面ライダーキバ（2008年 - 2009年）
- トミカヒーロー レスキューフォース（2008年）超磁力発電所所長・山岡[注釈 2]（第5話）
- 牙狼-GARO- 〜闇を照らす者〜（2013年）妻崎[注釈 2]（第13話）

#### テレビスペシャル
- 烈車戦隊トッキュウジャーVS仮面ライダー鎧武 春休み合体スペシャル（2014年）
- 手裏剣戦隊ニンニンジャーVS仮面ライダードライブ 春休み合体1時間スペシャル（2015年）

### 映画
特に表記のないものはスーツアクターとしての出演。
- スーパー戦隊シリーズ
  - 劇場版 電子戦隊デンジマン（1980年）
  - 劇場版 太陽戦隊サンバルカン（1981年）
  - 劇場版 大戦隊ゴーグルファイブ（1982年）
  - 劇場版 科学戦隊ダイナマン（1983年）
  - 劇場版 超電子バイオマン（1984年）
  - 劇場版 電撃戦隊チェンジマン（1985年）
  - 劇場版 電撃戦隊チェンジマン シャトルベース! 危機一髪!（1985年）
  - 劇場版 超星神フラッシュマン（1986年）
  - 劇場版 超新星フラッシュマン 大逆転！タイタンボーイ!!（1986年）
  - 劇場版 光戦隊マスクマン（1987年）
  - 劇場版 高速戦隊ターボレンジャー（1989年）
  - 劇場版 五星戦隊ダイレンジャー（1993年）鍵道化師[注釈 5]
  - 劇場版 忍者戦隊カクレンジャー（1994年）ヒトツメコゾウ兄[注釈 2]
  - スーパー戦隊ワールド（1994年）
  - 劇場版 百獣戦隊ガオレンジャー 火の山、吼える（2001年）ガオブラック[77]
  - 忍風戦隊ハリケンジャー シュシュッと THE MOVIE（2002年）カブトライジャー[78]、天雷旋風神[79]
  - 爆竜戦隊アバレンジャー DELUXE アバレサマーはキンキン中!（2003年）アバレブラック[80]
  - 特捜戦隊デカレンジャー THE MOVIE フルブラスト・アクション（2004年） - ドギー・クルーガー、デカマスター、デカレンジャーロボ[81]
  - 魔法戦隊マジレンジャー THE MOVIE インフェルシアの花嫁（2005年） - ウルザード[82]
  - 轟轟戦隊ボウケンジャー THE MOVIE 最強のプレシャス（2006年）ボウケンシルバー[74]
  - 電影版 獣拳戦隊ゲキレンジャー ネイネイ!ホウホウ!香港大決戦（2007年）
  - 炎神戦隊ゴーオンジャー BUNBUN!BANBAN!劇場BANG!!（2008年）
  - 劇場版 炎神戦隊ゴーオンジャーVSゲキレンジャー（2009年）
  - 侍戦隊シンケンジャー 銀幕版 天下分け目の戦（2009年）血祭ドウコク[83]、脂目マンプク[83]、シンケンオー[84]、ダイカイオー[85]
  - 侍戦隊シンケンジャーVSゴーオンジャー 銀幕BANG!!（2010年）警備員サンタ[注釈 2]
  - 天装戦隊ゴセイジャー エピックON THEムービー（2010年）ギョーテンオー[86]、大門軍団[注釈 2]
  - 天装戦隊ゴセイジャーVSシンケンジャー エピックon銀幕（2011年）ゴセイグレート[53]、グランドハイパーゴセイグレート[53]
  - ゴーカイジャー ゴセイジャー スーパー戦隊199ヒーロー大決戦（2011年）デカマスター[87]、ゴーブルー[88]、ボウケンシルバー[89]
  - 海賊戦隊ゴーカイジャー THE MOVIE 空飛ぶ幽霊船（2011年）ゴーカイオー[1]、ニセゴーカイオー[1]
  - 海賊戦隊ゴーカイジャーVS宇宙刑事ギャバン THE MOVIE（2012年）害気大臣キタネイダス[90]
  - 特命戦隊ゴーバスターズ THE MOVIE 東京エネタワーを守れ!（2012年）
  - 特命戦隊ゴーバスターズVS海賊戦隊ゴーカイジャー THE MOVIE（2013年）
  - 劇場版 獣電戦隊キョウリュウジャー ガブリンチョ・オブ・ミュージック（2013年）
  - 獣電戦隊キョウリュウジャーVSゴーバスターズ 恐竜大決戦! さらば永遠の友よ（2014年）
  - 烈車戦隊トッキュウジャー THE MOVIE ギャラクシーラインSOS（2014年）
  - 烈車戦隊トッキュウジャーVSキョウリュウジャー THE MOVIE（2015年）
  - 手裏剣戦隊ニンニンジャー THE MOVIE 恐竜殿さまアッパレ忍法帖!（2015年）
  - 手裏剣戦隊ニンニンジャーVSトッキュウジャー THE MOVIE 忍者・イン・ワンダーランド（2016年）
  - 劇場版 動物戦隊ジュウオウジャー ドキドキサーカスパニック!（2016年）
  - 劇場版 動物戦隊ジュウオウジャーVSニンニンジャー 未来からのメッセージ from スーパー戦隊（2017年）
  - 宇宙戦隊キュウレンジャー THE MOVIE ゲース・インダベーの逆襲（2017年）
  - 快盗戦隊ルパンレンジャーVS警察戦隊パトレンジャー en film（2018年）
- 仮面ライダーシリーズ
  - 仮面ライダーJ（1994年）コブラ男ガライ[91]
  - 劇場版 仮面ライダー響鬼と7人の戦鬼（2005年）
  - 劇場版 仮面ライダーキバ 魔界城の王（2008年）
- スーパーヒーロー大戦シリーズ
  - 仮面ライダー×スーパー戦隊 スーパーヒーロー大戦（2012年）ゴーバスターオー[92]
  - 仮面ライダー×スーパー戦隊×宇宙刑事 スーパーヒーロー大戦Z（2013年）キョウリュウジン[92]
  - 平成ライダー対昭和ライダー 仮面ライダー大戦 feat.スーパー戦隊（2014年）トッキュウオー[92]
  - スーパーヒーロー大戦GP 仮面ライダー3号（2015年）
  - 仮面ライダー×スーパー戦隊 超スーパーヒーロー大戦（2017年）
- 劇場版 重甲ビーファイター（1995年）
- 写楽（1994年）
- ヤマトタケル（1994年）
- 特命係長 只野仁 最後の劇場版（2008年）チェ・ホンマン吹き替え
- 幕末奇譚 SHINSEN5 〜剣豪降臨〜（2013年）宮本武蔵

### オリジナルビデオ
特に表記のないものはスーツアクターとしての出演。
- スーパー戦隊シリーズ
  - 電磁戦隊メガレンジャーVSカーレンジャー（1998年）
  - 星獣戦隊ギンガマンVSメガレンジャー（1999年）
  - 救急戦隊ゴーゴーファイブ 激突!新たなる超戦士（1999年）
  - 救急戦隊ゴーゴーファイブVSギンガマン（2000年）
  - 未来戦隊タイムレンジャー スーパービデオ最強ヒーロー全ひみつ（2000年）
  - 未来戦隊タイムレンジャーVSゴーゴーファイブ（2001年）
  - 百獣戦隊ガオレンジャーVSスーパー戦隊（2001年） - ガオブルー[93]
  - 百獣戦隊ガオレンジャー スーパービデオ 対決!ガオレンジャーVSガオシルバー 炎のピヨちゃんたんじょう!（2001年）
  - 忍風戦隊ハリケンジャーVSガオレンジャー（2003年）
  - 爆竜戦隊アバレンジャー スーパービデオ オール爆竜爆笑バトル（2003年）
  - 爆竜戦隊アバレンジャーVSハリケンジャー（2004年）
  - 特捜戦隊デカレンジャー スーパービデオ 超必殺わざ勝負!デカレッドVSデカブレイク（2004年）
  - 特捜戦隊デカレンジャーVSアバレンジャー（2005年） - ドギー・クルーガー[94]
  - 魔法戦隊マジレンジャーVSデカレンジャー（2006年） - ウルザード[95]
  - 轟轟戦隊ボウケンジャーVSスーパー戦隊（2007年）
  - 獣拳戦隊ゲキレンジャー スペシャルDVD ギュンギュン!拳聖大運動会（2007年）
  - 獣拳戦隊ゲキレンジャーVSボウケンジャー（2008年）
  - 炎神戦隊ゴーオンジャー BONBON！BONBON！ネットでBONG!!（2008年）
  - 帰ってきた侍戦隊シンケンジャー 特別幕（2010年）
  - 帰ってきた天装戦隊ゴセイジャー last epic（2011年）
  - 帰ってきた特命戦隊ゴーバスターズVS動物戦隊ゴーバスターズ（2013年）
  - 忍風戦隊ハリケンジャー 10 YEARS AFTER（2013年）カブトライジャー[96]
  - 帰ってきた獣電戦隊キョウリュウジャー 100 YEARS AFTER（2014年）千面神官ガオス[8]
  - 行って帰ってきた烈車戦隊トッキュウジャー 夢の超トッキュウ7号（2015年） - グリッタ嬢[97]
  - 特捜戦隊デカレンジャー 10 YEARS AFTER（2015年）ドギー・クルーガー[98]、デカレンジャーロボ[99]
  - 帰ってきた手裏剣戦隊ニンニンジャー ニンニンガールズVSボーイズ FINAL WARS（2016年）
  - 動物戦隊ジュウオウジャー スーパー動物大戦（2016年）
  - 帰ってきた動物戦隊ジュウオウジャー お命頂戴!地球王者決定戦（2017年）
  - スペース・スクワッド ギャバンVSデカレンジャー（2017年）
  - ガールズ・イン・トラブル スペース・スクワッド EPISODE ZERO（2017年）
  - 宇宙戦隊キュウレンジャー Episode of スティンガー（2017年）
  - 炎神戦隊ゴーオンジャー 10 YEARS GRANDPRIX（2018年）
- メタルヒーローシリーズ
  - ビーロボカブタック クリスマス大決戦!!（1997年）
  - テツワン探偵ロボタック&カブタック 不思議の国の大冒険（1998年）

### ネットムービー
- 獣電戦隊キョウリュウジャーブレイブ（2017年）
- from Episode of スティンガー 宇宙戦隊キュウレンジャー ハイスクールウォーズ（2017年）
- 獣電戦隊キョウリュウジャー「ブレイブ33.5 これぞブレイブ！たたかいのフロンティア」（2018年）

### ヒーローショー
- 後楽園ゆうえんち野外劇場 「戦隊ヒーローショー」多数出演

### 舞台
- JAE第6回プロデュース公演 「KAMIKAZE」（2001年）及川軍令部総長

### CM
- ナインワン（1995年）
- 美蘭（1995年）
- サッポロ黒ラベル（2001年）スタント
- 忍風戦隊ハリケンジャー（2002年）カブトライジャー

### ドラマCD
- 宇宙戦隊キュウレンジャー オリジナルアルバム サウンドスター3 ゲース・インダベーの逆襲（2017年） - 宇宙竜宮城オーナー 役（特別出演）